# Kočarija
Kočarija – wieś w Słowenii, w gminie Kostanjevica na Krki. W 2018 roku liczyła 75 mieszkańców.